# Холод в июле (фильм)
«Холод в июле» (англ. Cold in July) — нео-нуарный триллер 2014 года режиссёра и сценариста Джима Микла по одноимённому роману Джо Ричарда Лансдейла.
Главные роли исполнили Майкл Си Холл, Сэм Шепард и Дон Джонсон. Действие фильма происходит в Восточном Техасе (США) в 1989 году (возможно, именно поэтому одну из главных ролей в фильме сыграл звезда эпохи 80-х Дон Джонсон, персонажа которого некоторые кинокритики сочли карикатурным).
Премьера фильма состоялась в январе 2014 года на фестивале Сандэнс. Фильм также участвовал в специальной программе «Двухнедельника режиссёров» Каннского кинофестиваля. Мировая премьера состоялась 23 мая 2014 года.

## Сюжет
Действие фильма начинается ночью в доме Ричарда Дейна (Майкл Си Холл), которого будит его жена Анна (Винесса Шоу). Жена говорит, что услышала какой-то звук. Ричард тоже слышит что-то. Он достаёт из коробки в шкафу револьвер, заряжает его, проверяет комнату сына и затем идёт в гостиную, где кто-то светит фонариком по стенам. В гостиной он направляет пистолет на грабителя и случайно спускает курок, когда бьют часы.
Приехавшие в дом полицейские во главе с Рейем Прайсом (Ник Дамичи) мгновенно идентифицируют грабителя как Фредди Рассела, который находится в розыске. Прайс говорит Ричарду, что всё произошедшее — чистая самооборона, так что до суда дело не дойдёт. Ричарда, однако, мучает совесть, поскольку преступник не был вооружён. Позже, Прайс также рассказывает Ричарду, что у убитого остался отец, бывший заключённый, а также говорит где и когда пройдут похороны преступника.
На кладбище Ричард встречает Бена Рассела (Сэм Шепард), отца Фредди, который говорит Риччи, что видел в газете снимок его семьи и добавляет: «Сынишка твой — прямо вылитый ты». Напуганный Ричард немедленно отправляется в школу, чтобы забрать сына и видит Бена, который наблюдает за детской площадкой. Он приезжает в полицию и просит ему помочь, однако Прайс не видит никаких оснований для того, чтобы задержать Бена.
Ричард обращается к слесарю, чтобы установить решётки на окна и двери, однако это не спасает семью от вторжения. Проникнув в дом и обезвредив сигнализацию, преступник побывал в детской комнате Джордана, вырвал глаз плюшевому мишке и разбросал повсюду патроны. Полиция, у которой теперь есть основания для защиты семьи Дейн, выделяет им охранника и устраивает засаду возле дома.
Ночью во время грозы Ричард просыпается, чтобы выпить воды. В этот момент во вспышке молнии видно, что в комнате сына над кроваткой Джордана сидит Бен Рассел. Ричард видит лежащего без сознания полицейского и поднимает тревогу. Рассел бежит через окно и скрывается в лесу. Позже полицейские сообщают, что на протяжении всего дня преступник скрывался на чердаке дома. Шериф Прайс также говорит, что ФБР задержало Рассела в Мексике, поэтому теперь семье Дейнов ничего не грозит.
Прайс приглашает Дейна в полицию, чтобы закрыть дело. В коридоре тот случайно видит объявление «Разыскивается» с Фредериком Расселом и понимает, что застрелил совсем другого человека. Однако шериф успокаивает его, говоря, что просто у Дейна был шок. Ночью Ричард звонит Прайсу в полицию и снова настаивает на том, что застрелил другого человека, но тот не хочет с ним разговаривать. Дейн едет к полицейскому участку и видит, как полицейские выводят через задний вход Бена Рассела и сажают его в машину. Дейн следует за ними. Полицейские вкалывают Расселу какое-то вещество, обливают его алкоголем и оставляют на железнодорожных путях перед приближающимся поездом.
Дейн спасает Рассела и отвозит его в летний домик, где приковывает к батарее. Он объясняет Бену, что с ним произошло, и пытается объяснить, что не убивал его сына. Бен этому не верит. Тогда Дейн предлагает вместе отправиться на кладбище и провести эксгумацию. Вместе они выкапывают тело, и Бен убеждается, что это не его сын. Кроме того, у трупа отрезаны кончики пальцев — очевидно, чтобы затруднить идентификацию личности. Бен говорит, что обратится к знакомому детективу.
Вскоре багетную мастерскую Ричарда посещает Прайс, который извиняется за свою недавнюю грубость и поясняет, что Дейн, вероятно, не опознал Рассела, поскольку тот изменил внешность, скрываясь от полиции. В этот момент появляется детектив Джим Боб (Дон Джонсон).
Джим рассказывает Ричарду и Бену, что, похоже, Фредди находится в программе по защите свидетелей, поэтому ФБР инсценировало его смерть. По сведениям Джима, этим делом занимается хьюстонский отдел ФБР, поэтому он предлагает Бену ехать с ним в Хьюстон. Ричард тоже вызывается ехать с ними, так как хочет узнать, кого застрелил. Примечательно, что разговор происходит в открытом кинотеатре во время показа фильма «Ночь живых мертвецов».
Трое мужчин приезжают на ранчо Джима, где тот разводит свиней. Утром Джим возвращается с данными по новым водительским правам, выданным в Хьюстоне. Всего выдано 162 водительских удостоверения мужчинам возраста Фредди, 93 женаты, из холостых 47 белых, 28 — соответствующего роста, 2 из них с голубыми глазами. Из них один живёт с родителями, а другой, некий Фрэнк Си Миллер недавно купил новый дом и установил телефон. Туда и отправляются герои.
Возле дома в них врезается машина большого мексиканского парня (Тим Лайчик, Tim Lajcik), который вступает в драку с Джимом. Герои вырубают нападающего, отбирают у него пистолет и уезжают, прихватив из багажника машину кассету с фильмом «Бейсбольные тренировки», эпизод 16.
Джим с Ричардом смотрят видео и понимают, что это не обычное порно, а снафф-видео с участием Фредди Рассела. Они оба пребывают в шоке и не знают, как сказать об этом Бену. Ричард предлагает отнести кассету в полицию, но Джим говорит, что раз Фредди находится в программе по защите свидетелей, значит, полиция знает, чем он занимается.
Когда Бен смотрит фильм, он в ярости садится в машину, собираясь убить собственного сына, но затем успокаивается. Джим и Бен собираются предотвратить преступную деятельность Фредди. Ричард колеблется, но затем присоединяется к ним. Герои следят за домом, следуют за машиной, в которую садятся Фредди и мексиканец, а также девушка-проститутка, и приезжают к дому, где проходят съёмки. Войдя внутрь, герои убивают всех, кто находится в доме. Фредди тяжело ранит Бена в живот. Отец говорит Фредди, что тот его сын, убивает его, а затем умирает. Джим и Ричард спасают проститутку и поджигают дом.
На следующий день Ричард уезжает с ранчо Джима, приходит к себе домой с покупками, проходит в спальню, где спят жена и сын, и ложится рядом с ними. Таким образом, действие фильма словно возвращается в точку, с которой началось.

## Производство
В предисловии к роману «Холод в июле» режиссёр Джим Микл рассказывает о том, что всегда был поклонником творчества Джо Р. Лэнсдейла. Роман «Холод в июле» он впервые прочитал в 2006 году на одном дыхании. Едва начав читать книгу, режиссёр понял, что он не видел таких элементов сюжета ни в одном другом произведении и сразу захотел адаптировать книгу к кино. Сюжет книги его поразил. «Это был фильм-нуар, вестерн, самурайское кино, моралистская история и даже хоррор — всё в одном остром стью», — пишет режиссёр. Микл говорил, что фильм было трудно адаптировать в кино, поскольку сюжет непрерывно развивается.
Продюсерам Линде Моран и Рене Бастиану было проще собрать деньги на съёмки фильма после успеха «Земли вампиров» и «Мы такие, какие есть». Моран говорит, что команда «пыталась собрать деньги на картину всеми возможными способами на протяжении достаточно долгого времени» Съёмки фильма профинансировала компания B Media Global, a подразделение французской компании Backup Media: картина стала первым фильмом, который компания профинансировала полностью.